# Лейк-Джордж (Нью-Йорк)
Лейк-Джордж (англ. Lake George) — місто (англ. town) в США, в окрузі Воррен штату Нью-Йорк. Населення — 3502 особи (2020).

## Географія
Місто розташоване на березі однойменного озера, у складі міста виділено село, що носить таку ж назву. Площа Лейк-Джорджа становить 84,7 км², з яких 6,3 км² (7,5 %) складають відкриті водні простори. Через місто проходить міжштатна автомагістраль I-87.

## Демографія
Згідно з переписом 2010 року, у місті мешкало 3515 осіб у 1555 домогосподарствах у складі 983 родин. Було 2745 помешкань
Расовий склад населення:
| - 96,5 % — білих - 0,7 % — азіатів - 0,6 % — чорних або афроамериканців - 0,5 % — корінних американців |

До двох чи більше рас належало 1,4 %. Частка іспаномовних становила 1,5 % від усіх жителів.
За віковим діапазоном населення розподілялося таким чином: 18,8 % — особи молодші 18 років, 64,5 % — особи у віці 18—64 років, 16,7 % — особи у віці 65 років та старші. Медіана віку мешканця становила 46,7 року. На 100 осіб жіночої статі у місті припадало 101,9 чоловіків; на 100 жінок у віці від 18 років та старших — 102,6 чоловіків також старших 18 років.
Середній дохід на одне домашнє господарство становив 83 653 долари США (медіана — 66 719), а середній дохід на одну сім'ю — 95 362 долари (медіана — 82 788). Медіана доходів становила 48 696 доларів для чоловіків та 40 701 долар для жінок. За межею бідності перебувало 7,2 % осіб, у тому числі 8,0 % дітей у віці до 18 років та 3,0 % осіб у віці 65 років та старших.
Цивільне працевлаштоване населення становило 1771 особа. Основні галузі зайнятості: освіта, охорона здоров'я та соціальна допомога — 23,8 %, мистецтво, розваги та відпочинок — 16,7 %, роздрібна торгівля — 15,0 %.